# Delahaye 135
La 135 era un'autovettura di lusso prodotta dal 1935 al 1954 dalla Casa automobilistica francese Delahaye.

## Profilo
La 135 è senza alcun dubbio la più famosa tra le Delahaye, quella che nello stesso tempo fece raggiungere alla Casa madre sia l'apice della fama per le sue vetture lussuose, sia l'apice del successo per i numerosi successi agonistici riportati proprio da tale modello.

Fu anche il modello più longevo, in quanto fu prodotto fino alla chiusura della Casa francese, avvenuta nel 1954.

La 135 (o Type 135) fu introdotta nel 1935 come sostituta della Type 138, della quale riprende il propulsore da 3.2 litri.

Nel corso della sua produzione fu realizzata in diverse carrozzerie, una più affascinante dell'altra, specialmente quelle realizzate nei tardi anni trenta grazie all'estro di carrozzieri come Saoutchik, Figoni et Falaschi e Portout.

Nonostante le sue dimensioni non fossero abbondanti, la 135 montava soluzioni tipiche di un'auto di lusso, come il grosso motore da 3.2 litri, passato poi a 3.6. e la dotazione ricca.

Le prime Delahaye 135 montavano infatti un motore a 6 cilindri da 3227 cm³, lo stesso già montato a suo tempo sulla Type 138, ma opportunamente rivisto in maniera tale da arrivare ad erogare una potenza massima di 95 CV a 3600 giri/min. 

Nello stesso anno del lancio della 135, la Delahaye rilevò la Delage, la quale, forte di una consolidata reputazione nel campo delle competizioni, offrì alla Delahaye stessa l'opportunità di ritentare dopo decenni l'avventura sportiva. Fu così che già entro quello stesso 1935, la Delahaye riuscì ad introdurre una versione roadster della 135, denominata 135 Coupe des Alpes (Coppa delle Alpi), più leggera ed agile. Nel 1936 la 135 ricevette un nuovo propulsore da 3557 cm³ disponibile in due livelli di potenza massima, 100 e 120 CV, rispettivamente a 4000 e a 4200 giri/min. La distribuzione era a valvole in testa, con aste e bilancieri.

I successi sportivi non tardarono ad arrivare e divennero entro breve numerosi. Tra i più significativi vi furono il Gran Premio della Francia del 1936, il Rally di Montecarlo del 1937 e la 24 Ore di Le Mans del 1938.

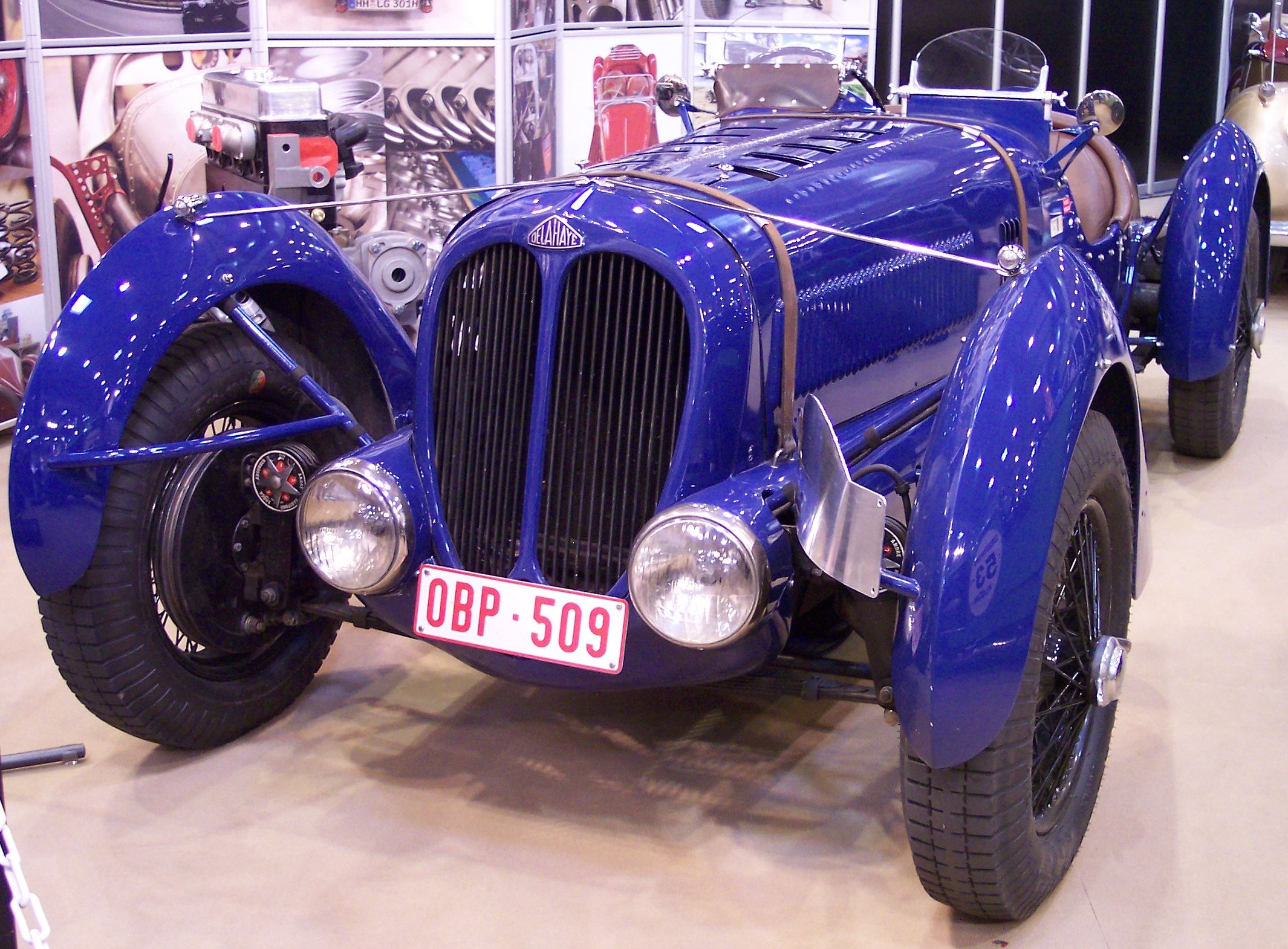
Una 135 M da competizione

Proprio nel 1938, fu introdotta la seconda serie della 135, denominata 135 M, dove la lettera M sta per modificata. La modifica più significativa stava sotto il cofano: le versioni di punta furono infatti dotate di tre carburatori invece di uno, il tutto a vantaggio della potenza, in maniera da avere una base meccanica maggiormente predisposta per le competizioni. Il motore era lo stesso 3.6 litri della serie precedente, ma in quattro livelli di potenza: 90, 105, 110 e 135 CV. Ovviamente la 135 riscosse un enorme successo anche al di fuori delle competizioni. La vettura piacque ed ancor più se venivano tenuti presenti i successi sportivi.

Ed anche la 135 M collezionò diversi successi tra cui quello a Brooklands, sempre nel 1939, contro avversarie quotatissime, come l'Alfa Romeo 8C 2900.

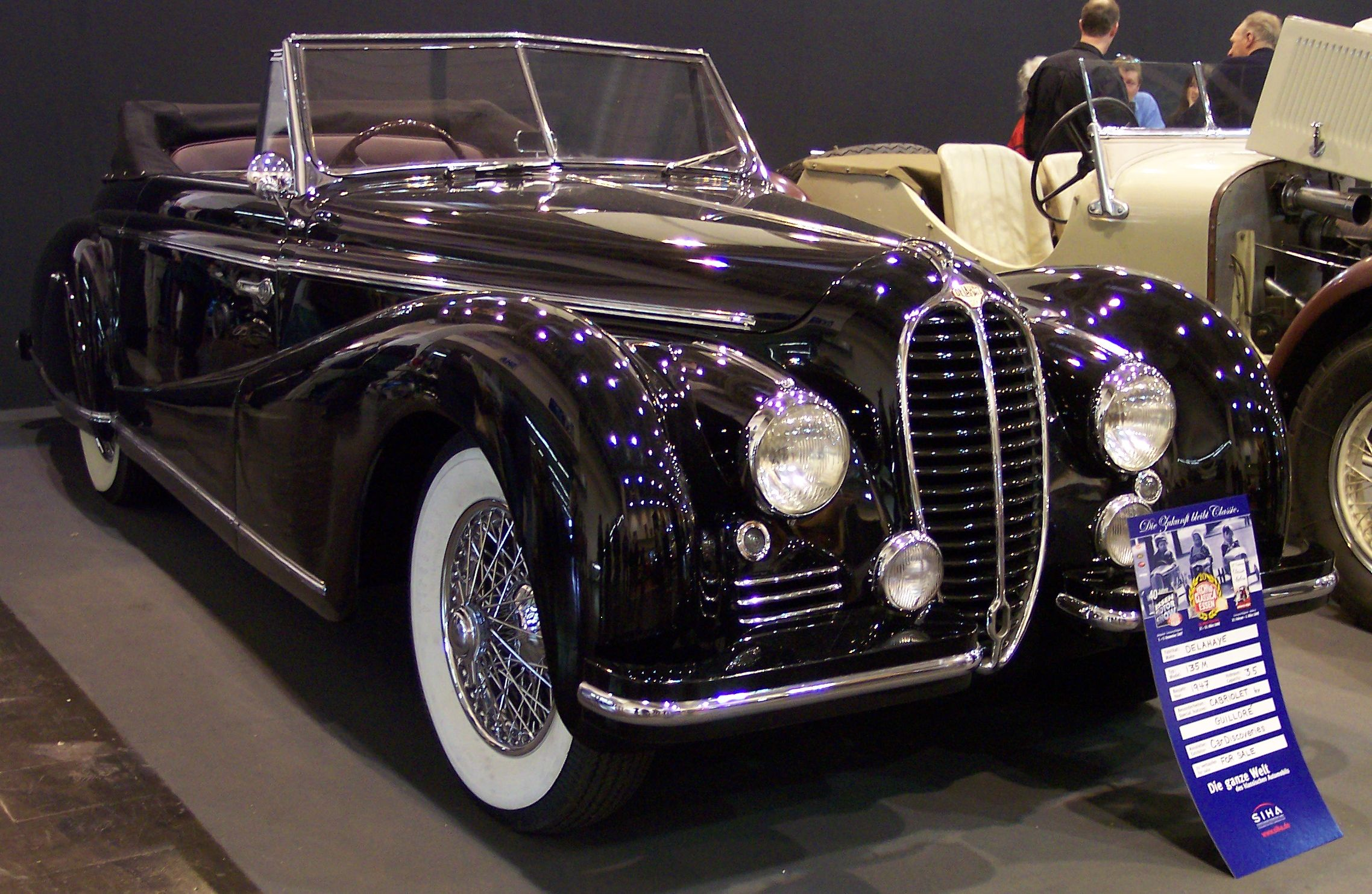
Una 135 M cabriolet del 1947

Il 1938 vide anche l'introduzione di una versione ancor più spinta della 135, denominata 135 MS, nella quale il già noto 3.6 litri arrivava ad erogare 145 CV di potenza massima.
Superata non senza difficoltà la Seconda guerra mondiale, la Delahaye era a corto di risorse e dovette commercializzare nuovamente la 135 in attesa di ristabilirsi economicamente. Ma ciò non avvenne e la Casa si trovò sempre più in pessime condizioni. 

Nel 1951 tutte le 135 ad eccezione della 135 MS furono tolte di produzione, a favore della Delahaye 235, una vettura aerodinamica, derivata strettamente dalla 135, ma più al passo con i tempi nello stile. Nello stesso anno, la Delahaye vinse l'ultimo Rally di Montecarlo, ma le glorie sportive non bastarono più ad assicurarsi una clientela anch'essa provata dal conflitto.

Nel 1954 anche la MS fu tolta di produzione, assieme alla 235 e all'intera produzione Delahaye.